# Cyrtophora crassipes
Cyrtophora crassipes là một loài nhện trong họ Araneidae.
Loài này thuộc chi Cyrtophora. Cyrtophora crassipes được William Joseph Rainbow miêu tả năm 1897.